# Camera dei rappresentanti dei popoli
La Camera dei rappresentanti dei popoli (in amarico: የሕዝብ ተወካዮች ምክር ቤት) è la camera bassa del Parlamento dell'Etiopia, l'Assemblea parlamentare federale. Situata nella capitale Addis Abeba, conta 547 membri eletti per cinque anni in collegi con il sistema maggioritario uninominale a turno unico. I lavori alla camera sono guidati dal presidente della Camera dei rappresentanti dei popoli.